# Holesalu (Kaveripura), Tirumakudal Narsipur
Holesalu (Kaveripura) là một làng thuộc tehsil Tirumakudal Narsipur, huyện Mysore, bang Karnataka, Ấn Độ.